# Sportovec roku 1970
Sportovec roku 1970 byl dvanáctý ročník ankety sportovních novinářů o nejlepšího sportovce Československa. Vítězem se stal sdruženář Ladislav Rygl, který se toho roku stal mistrem světa. Je jediným sdruženářským vítězem v dějinách ankety.

## První desítka
1. Ladislav Rygl (severská kombinace)
2. Jan a Jindřich Pospíšilové (kolová)
3. Ondrej Nepela (krasobruslení)
4. Jozef Plachý (atletika)
5. Zdena Zárybnická (parašutismus)
6. Jiří Raška (skoky na lyžích)
7. Jan Kodeš (tenis)
8. Milena Duchková (skoky do vody)
9. Květoslav Mašita (motorismus)
10. Ilona Voštová (stolní tenis)